# Caligus oculicola
Caligus oculicola is een eenoogkreeftjessoort uit de familie van de Caligidae. De wetenschappelijke naam van de soort is voor het eerst geldig gepubliceerd in 2004 door Tang & Newbound.